# Jim Carrico
Charles James Carrico (Denton, 13 de abril de 1935-Greenbank, 25 de julio de 2002) fue un médico estadounidense que trabajó en el Hospital Memorial Parkland y se hizo famoso por ser el primero en brindarle atención al Presidente John F. Kennedy, minutos después de que este fuera herido el 22 de noviembre de 1963, a quien le realizó reanimación cardiopulmonar durante más de 20 minutos.

## Biografía[2]
Jim Carrico se graduó de médico en la Universidad del Norte de Texas en 1961, ese mismo año empezó a realizar su residencia en Parkland y se casó al año siguiente con Susanne Grace. En 1967 inspirado por JFK se unió a la Armada de los Estados Unidos pero sirvió dos años y renunció para regresar a Parkland en 1969. Se marchó en 1974 al Estado de Washington donde fue profesor de cirugía de la Universidad de Washington, regresó a Texas en 1990 y continuó desempeñándose como médico hasta su retiro en 2000.

### Asesinato de John F. Kennedy
Carrico fue notificado de urgencia de la llegada del Presidente, ya que el Dr. Malcolm Perry se encontraba en una junta, pero no se le informó de la gravedad del herido. Carrico notó que Kennedy no respiraba ni tenía pulso pero su corazón aún latia por lo que inició la RCP, minutos después llegó Perry quien realizó una traqueotomía, sin embargo debió declarar muerto al presidente a las 13:00.
Un Carrico devastado permaneció en la sala durante la extremaunción, esa noche le escribió una carta de condolencias a Jackie Kennedy, quien estuvo presente en la sala, que nunca envió (la misma se encuentra en posesión de su esposa que la hizo pública en noviembre de 2013). Luego lavó su camisa ensangrentada con ayuda de su esposa, siendo el único en hacerlo; el resto del personal médico y los agentes del Servicio Secreto conservaron sus prendas con la sangre del presidente.

### Asesinato de Lee Oswald
Dos días después del magnicidio Carrico junto al personal médico presenció por televisión en vivo, el ataque de Jack Ruby con arma de fuego al asesino del presidente Kennedy y esperó la llegada de Lee Harvey Oswald.
Oswald llegó inconsciente, el Dr. Perry rápidamente diagnosticó que el riñón derecho y el bazo habían sido completamente destruidos por la bala que a su vez se encontraba alojada en la costilla izquierda. El presunto asesino falleció minutos después al sufrir un paro cardiorrespiratorio producto de la hemorragia interna que presentaba.

### Legado
Según sus familiares Carrico quedó afectado por el acontecimiento con el trigésimo quinto presidente y el domingo siguiente durante misa compartió lo sucedido con los presentes, para negarse a hablar del tema por el resto de su vida, solo lo hizo de nuevo cuando debió testificar ante la Comisión Warren. En 2013 con motivo del 50 aniversario del magnicidio se estrenó la película Parkland, donde Carrico obtuvo la fama que se negó a recibir en vida, con la interpretación de Zac Efron en el papel del joven médico.